# Hatton (Washington)
Hatton ist ein Ort in Adams County im US-Bundesstaat Washington. Das U.S. Census Bureau hat bei der Volkszählung 2020 eine Einwohnerzahl von 79 ermittelt.

## Geschichte
Hatton wurde an der Bahnlinie der Northern Pacific Railway errichtet, um dort eine Pumpstation für die Wasserversorgung der Eisenbahnmitarbeiter zu errichten. 1890 wurde das erste Geschäft von James Bronson eröffnet. Gleichzeitig wurde eine Post mit dem Namen Hatton gegründet.